# Drôle de cirque
Drôle de cirque (Circus Santekraam) est originellement le cinquième album de la série de bande dessinée néerlandaise Franka, créé par l'auteur Henk Kuijpers pour l'hebdomadaire néerlandais Eppo no 40 en 1980, puis édité en album cartonné par l'éditeur Oberon en 1978.
En France, considéré comme troisième aventure de Franka, il est imprimé pour l'hebdomadaire Spirou no 2351 du 5 mai 1981 avant de le publier en album broché par Dupuis en octobre 1983, dont c'est la dernière publication[pas clair], en réunissant La Journée des animaux (Dierendag) également paru dans Spirou no 2345 du 24 mars 1983.

## Descriptions

### Personnages
- Franka
- Bars
- John Something Smith
- Lola Pianola
- Cesar Centime
- John Pierpont Hooligan

### Lieux
- Luttel
- New York

## Développement

### DuSpirouau Dupuis
Drôle de cirque était imprimé dans Spirou no 2351 du 5 mai 1981 et publié en album cartonné par Dupuis en octobre 1983, accompagnant une mini-récit de cinq planches La Journée des animaux (Dierendag) également paru dans Spirou no 2345 du 24 mars 1983.
Ce fut la dernière aventure de Franka chez Dupuis.

## Album
Aux Pays-Bas
- 5 Circus Santekraam, Oberon, 1981
Scénario et dessin : Henk Kuijpers - (ISBN 90-320-3040-X)

En France
- 3 Drôle de cirque, Dupuis, 1983
Scénario et dessin : Henk Kuijpers - (ISBN 2-8001-1020-1)